# Jan Stenbeck
Jan Stenbeck, né le 14 novembre 1942 à Stockholm (Suède) et mort le 19 août 2002 à Neuilly-sur-Seine, est un homme d'affaires suédois connu pour ses activités d'investissement dans le domaine des médias et des télécommunications.

## Biographie
Jan Stenbeck est le fils de Hugo Stenbeck (en) et le frère d'une ancienne ministre des Affaires étrangères suédoise, Margaretha af Ugglas.
Jan Stenback est diplômé en droit de l'Université d'Uppsala et obtient un MBA à Harvard Business School. Il commence sa carrière dans la banque Morgan Stanley. Lorsque son père meurt, il retourne en Suède et, après des démêlés avec sa sœur, prend le contrôle de Investment AB Kinnevik. Sous sa direction, cette société modifie son portefeuille d'investissement, préférant délaisser les activités industrielles traditionnelles en Suède, telles que l'industrie des pâtes et papiers et la fabrication de l'acier, en se concentrant sur les médias et les télécommunications.
Dès le début des années 1980, Jan Stenbeck investit dans les télécommunications mobile et cofonde l'opérateur britannique Vodafone. En 1989, il lance la chaîne de télévision TV3, la première chaîne à fonds privés suédoise, depuis Londres et via transmission satellitaire,.
En France, Jan Stenbeck est connu pour avoir lancé le quotidien gratuit Métro et l'opérateur de téléphonie mobile Tele2,.
Jan Stenbeck meurt le 19 août 2002 des suites d'une crise cardiaque à l'hôpital américain de Paris à Neuilly. La presse suédoise évalue sa fortune à 650 millions d'euros, et c'est sa fille, Cristina Stenbeck, qui prend la direction du groupe,.

## Hommages
En 2010, le Square Jan Stenbeck est inauguré à Stockholm.